# Xerus
Xerus es un género de mamíferos roedores de la familia Sciuridae oriundas de África.

## Taxonomía
Comprende las siguientes especies:
- Subgénero Xerus
  - Xerus rutilus
    - Xerus rutilus rutilus
    - Xerus rutilus dabagala
    - Xerus rutilus dorsalis
    - Xerus rutilus intensus
    - Xerus rutilus massaicus
    - Xerus rutilus rufifrons
    - Xerus rutilus saturatus
    - Xerus rutilus stephanicus

- Subgénero Euxerus
  - Xerus erythropus
    - Xerus erythropus erythropus
    - Xerus erythropus chadensis
    - Xerus erythropus lacustris
    - Xerus erythropus leucoumbrinus
    - Xerus erythropus limitaneus
    - Xerus erythropus microdon

- Subgénero Geosciurus
  - Xerus inauris
  - Xerus princeps